# Małoje Babina
Małoje Babina (biał. Малое Бабіна; ros. Малое Бабино, Małoje Babino, pol. hist. Babino) – wieś na Białorusi, w obwodzie witebskim, w rejonie orszańskim, w sielsowiecie Wysokaje, nad Arszycą. 
Wieś znajduje się pomiędzy drogą republikańską R87 oraz drogą magistralną M8.

## Historia
W XIX i w początkach XX w. położone było w Rosji, w guberni mohylewskiej, w powiecie orszańskim, w gminie Wysokie. Następnie w granicach Związku Sowieckiego. Od 1991 w niepodległej Białorusi.